# Kabir Bedi
Kabir Bedi (Lahore, 16 de gener de 1946) és un actor indi. Actualment viu a Mumbai. Pertany a una família sikh.

## Biografia
Kabir Bedi va començar la seva carrera artística en el teatre indi fent després el salt a la gran pantalla al seu país natal. L'èxit a Europa li arriba de la mà de la televisió, en protagonitzar en 1976, la co-producció italo-germano-francesa Sandokan, basada en la novel·la de Emilio Salgari i en la qual va interpretar al personatge que dona títol a la sèrie, la qual cosa li va proporcionar una enorme popularitat en tot Europa, desfermant escenes d'histèria a Espanya. Va quedar classificat en el segon lloc en el TP d'Or 1976 com a millor actor estranger i personatge més popular.
Posteriorment, va intervenir en Octopussy (1983), de la saga del Agent 007, al costat de Roger Moore, donant vida al vilà Gobinda. El paper li va obrir les portes del mercat estatunidenc i en anys successius va intervenir en diverses sèries de televisió estatunidenques com Dinastia, Murder, She Wrote, Magnum P.I., Knight Rider i Highlander.
En els últims anys, s'ha dedicat sobretot al cinema de Bollywood (cinema de l'Índia), havent arribat a rodar més de 60 pel·lícules, entre les quals destaca Taj Mahal: An Eternal Love Story (2005), en el paper de l'emperador mogol Shah Jahan, creador del Taj Mahal. També apareix a Kites (2010), pel·lícula índia on actua per primera vegada una uruguaiana-mexicana: Bàrbara Mori. Es va estrenar a l'Índia i els Estats Units el 21 de maig de 2010, convertint-se en la primera pel·lícula de Bollywood a aconseguir el Top ten dels Estats Units en estrenar-se en 208 sales.
L'octubre de 2016 va rebre un homenatge a la SEMINCI amb motiu del 60 aniversari de les relacions diplomàtiques entre l'Índia i Espanya.

## Filmografia

### Cinema
| Any  | Títol                                           | Personatge                                                  |
| ---- | ----------------------------------------------- | ----------------------------------------------------------- |
| 1971 | Hulchal                                         | Mahesh Jetley                                               |
| 1971 | Seema                                           |                                                             |
| 1972 | Rakhi Aur Hathkadi                              | Suraj                                                       |
| 1972 | Sazaa                                           |                                                             |
| 1972 | Anokha Daan                                     |                                                             |
| 1973 | Kuchhe Dhaage                                   | Roopa                                                       |
| 1973 | Yauwan                                          | Jhumru                                                      |
| 1974 | Manzilein Aur Bhi Hain                          |                                                             |
| 1974 | Maa Bahen Aur Biwi                              |                                                             |
| 1974 | Ishq Ishq Ishq                                  | Diwana/Ravikant Vyas                                        |
| 1975 | Anari                                           |                                                             |
| 1975 | Daaku                                           | Daaku Raju                                                  |
| 1976 | Nagin                                           | Uday                                                        |
| 1976 | Harfan Maula                                    | Faulad Singh                                                |
| 1976 | Vishwasghaat                                    | Uday                                                        |
| 1976 | Bullet                                          | Durga Prasad/D.P.                                           |
| 1976 | The Black Corsair                               | The Black Corsair (Italy)                                   |
| 1977 | La tigre è ancora viva: Sandokan alla riscossa! | Sandokan                                                    |
| 1977 | Daku Aur Mahatma                                |                                                             |
| 1978 | The Thief of Baghdad                            | Prince Taj                                                  |
| 1979 | Ashanti                                         | Malik                                                       |
| 1979 | Aakhri Kasam                                    | Kishan/Badal                                                |
| 1979 | Yuvraj                                          | Samrat Surya Dev Singh                                      |
| 1981 | The Archer: Fugitive from the Empire            | Gar                                                         |
| 1982 | 40 Days of Musa Dagh                            | Gabriel Bagradian                                           |
| 1982 | Satan's Mistress                                | The Spirit                                                  |
| 1983 | Octopussy                                       | Gobinda                                                     |
| 1988 | Counterforce                                    | Koura                                                       |
| 1988 | Khoon Bhari Maang                               | Sanjay Verma                                                |
| 1988 | Mera Shikar                                     |                                                             |
| 1990 | Police Public                                   | Senior Inspector Shah Nawaz Khan                            |
| 1990 | Haar Jeet                                       |                                                             |
| 1990 | Shera Shamshera                                 |                                                             |
| 1991 | Kurbaan                                         | Inspector Suraj Singh                                       |
| 1991 | Yeh Aag Kab Bujhegi                             |                                                             |
| 1991 | Vishkanya                                       | Forest Officer Vikram Singh                                 |
| 1992 | Dil Aashna Hai                                  | Digvijay Singh                                              |
| 1992 | Yalgaar                                         | Raj Pratap Singhal                                          |
| 1992 | Beyond Justice                                  | Moulet                                                      |
| 1992 | Lambu Dada                                      |                                                             |
| 1993 | Kshatriya                                       | Thakur Ganga Singh (Police Officer)                         |
| 1993 | Yugandhar                                       | Col Kanir                                                   |
| 1994 | Salaami                                         | Captain                                                     |
| 1994 | Lie Down with Lions                             | Kabir                                                       |
| 1994 | The Maharaja's Daughter                         | Chandragupta                                                |
| 1995 | OP Centre                                       | Abdul                                                       |
| 1995 | Kismat                                          | Rajan                                                       |
| 1995 | Aatank Hi Aatank                                | Police Inspector                                            |
| 1996 | The Return of Sandokan                          | Sandokan                                                    |
| 1998 | Mashamal - Ritorno al Deserto                   | Tahar Id Bran                                               |
| 1999 | Kohram                                          | Brig. Bedi                                                  |
| 2001 | The Lost Empire                                 | Friar Sand                                                  |
| 2002 | Kranti                                          | Mahendra Pratap Rana                                        |
| 2002 | Maine Dil Tujhko Diya                           | Mr. Varma (Ayesha's Father)                                 |
| 2003 | Talaash: The Hunt Begins...                     | Chhote Pathan                                               |
| 2003 | The Hero: Love Story of a Spy                   | Mr. Zakaria                                                 |
| 2004 | Father                                          | Karl, father (a violinist)                                  |
| 2004 | Rudraksh                                        | Pundit Ved Bhushan                                          |
| 2004 | Asambhav                                        |                                                             |
| 2004 | Kismat                                          | Raj Mallya                                                  |
| 2004 | Roundtrip                                       | Tolstoj (Italian film)                                      |
| 2004 | Main Hoon Na                                    | Gen. Amarjeet Bakshi                                        |
| 2005 | Bewafaa                                         | Anjali's Father                                             |
| 2005 | Taj Mahal: An Eternal Love Story                | Emperor Shah Jahan                                          |
| 2006 | Do Raha                                         |                                                             |
| 2006 | Jaanleva                                        | Rakesh Khullar                                              |
| 2006 | A All About Her                                 |                                                             |
| 2006 | Take 3 Girls                                    | Mo                                                          |
| 2008 | Showman                                         |                                                             |
| 2009 | Blue                                            | Captain Jagat Malhotra                                      |
| 2010 | Kites                                           | Bob Grover                                                  |
| 2011 | Yaara o Dildaara                                |                                                             |
| 2012 | Aravaan                                         | Tamil film                                                  |
| 2012 | Chakravyuh                                      | Mahanta, an industrialist and negotiator for the government |
| 2015 | Dilwale                                         | Dev Malik                                                   |
| 2015 | Anarkali                                        | Jaffer Imam                                                 |
| 2016 | Teraa Surroor                                   | A A Khan                                                    |
| 2016 | Mohenjo Daro                                    | Maham                                                       |
| 2017 | Gautamiputra Satakarni                          | Nahapana                                                    |
| 2017 | Edict of Expulsion 1492                         | Sultan Bayezid                                              |
| 2017 | Paisa Vasool                                    | RAW Chief                                                   |
| 2018 | Jaane Kyun De Yaaron                            | Shera                                                       |
| 2018 | Saheb, Biwi Aur Gangster 3                      | Maharaja Hari Singh                                         |

### Televisió
| Títol                                                                   | Any d'emissió    | Tipus                       | Personatge            |
| ----------------------------------------------------------------------- | ---------------- | --------------------------- | --------------------- |
| Sandokan                                                                | 1976             | Minisèrie europea           | Sandokan              |
| La tigre è ancora viva: Sandokan alla riscossa!                         | 1977             | Minisèrie europea           | Sandokan              |
| Dynasty                                                                 | 1982             | Sèrie de televisió          | Farouk Ahmed          |
| General Hospital                                                        | 1983             | Sèrie de televisió          | Rama                  |
| Knight Rider                                                            | Novembre 1985    | Sèrie de televisió          | Vascone               |
| Dynasty                                                                 | 1986             | Sèrie de televisió          | Farouk Ahmed          |
| On Wings of Eagles                                                      | 1986             | Sèrie de televisió          | Mohammed              |
| The Days and Nights of Molly Dod                                        | Maig 1987        | Sèrie de televisió          | Bill                  |
| Misteri della Giungla Nera, I – a.k.a. The Mysteries of the Dark Jungle | 1991             | Minisèrie                   | Kammamuri             |
| Il Principe del Deserto – a.k.a. Desert Law                             | 1991             | Sèrie de televisió          | Moulet Beni-Zair      |
| The Bold and the Beautiful                                              | September 1994   | Sèrie de televisió          | Príncep Omar          |
| Maharaja's Daughter                                                     | 1994             | Sèrie de televisió          | Chandragupta          |
| Highlander: The Series                                                  | 20 November 1995 | Sèrie de televisió          | Kamir                 |
| Bible Ki Kahaniyaan                                                     | 1995             | Sèrie de televisió          | Abraham, el patriarca |
| Il Ritorno di Sandokan                                                  | 6 octubre 1996   | Minisèrie                   | Sandokan              |
| Noi siamo angeli – a.k.a. We are Angels                                 | 16 February 1997 | Minisèrie                   | Gen. Napoleon Durate  |
| Forbidden Territory: Stanley's Search for Livingstone                   | 7 December 1997  | Sèrie de televisió          | Khamis Bin Abdullah   |
| Team Knight Rider                                                       | 9 February 1998  | Sèrie de televisió          | Aristotle Drago       |
| Murder She Wrote                                                        | February 1988    | Sèrie de televisió          | Vikram Singh          |
| Magnum, P.I.                                                            | 10 February 1988 | Sèrie de televisió          | Malcolm               |
| L'isola dei famosi                                                      | 2004             | Italian Reality Show        | Ell mateix            |
| The Bold and the Beautiful                                              | 4 May 2005       | Sèrie de televisió          | Prince Omar           |
| Vivere                                                                  | Maig 2006        | Sèrie de televisió italiana | Emir Ibrahim          |
| Director's Cut                                                          | 2007             | Sèrie de televisió          | Ell mateix            |
| Un medico in famiglia 5                                                 | 2007             | Sèrie de televisió italiana | Kabir                 |
| Ganga Kii Dheej                                                         | 2010–2011        | Sèrie de televisió hindi    | Dada Bhai             |
| Buddha                                                                  | 2013             | Sèrie de televisió hindi    | Asita Muni (Cameo)    |
| VandeMataram                                                            | 2013             | sèrie de televisió          | Ell mateix            |
| Guns & Glory: The Indian Soldier                                        | 2013             | Sèrie de televisió          | Ell mateix            |
| Jai Ho                                                                  | 2014             | Sèrie de televisió          | Ell mateix            |